# Віленський привілей 1563
Віленський привілей 1563 — виданий 7 червня 1563 року Королем Польщі і Великим князем Литовським Сигізмундом ІІ Августом у Вільні привілей, який зрівняв у політичних і майнових правах шляхту різних християнських конфесій.
Текст привілею як преамбула повністю увійшов до складу 2-ї (т. зв. Волинської) редакції Литовського Статуту 1566 року. Як Віленський привілей 1563 року, так і друга редакція Статуту були досягненням насамперед протестантської шляхти і магнатів, які брали дієву участь у створенні обох документів.
Рівність всієї християнської шляхти перед законом створювала хороший фундамент для громадянського миру і єднання в Великому князівстві Литовському. З початком і успіхами в створеній 1569 р. Люблінською унією спільній Польсько-Литовській державі Речі Посполитій Контрреформації ці досягнення були перекреслені. Але все ж, саме гарантії віротерпимості, оголошені Віленським привілеєм і пізніше Варшавською конфедерацією 1573 року, дозволили шляхтичу протестантського віровизнання новогрудському підсудкові Федору Євлашовському (Teodor Jewłaszowski), на межі XVI- XVI ст. першим назвати XVI століття — «золотим» в історії Польсько-Литовської держави. Ф.Евлашовський зазначив у своєму знаменитому щоденнику спогадів: «В той час різниця в вірі не була причиною для різниці в дружбі, ось тому той вік мені бачиться золотим».